# 伊洛纳
《奈菲亚之永恒盟约》（简称“伊洛纳”或“Elona”）是一款由日本软件开发师Noa创作的Roguelike游戏。Noa自2006年开始，基于《神秘古域》和《安格班德》等Roguelike游戏开发伊洛纳。他另外还有《Shade》和《Etherwind》两款角色扮演游戏游戏正在开发。 Insert Credit上一个评论家称赞《Elona》制作精巧，并对比其與《ADOM》兩者的角色培养系统。
伊洛纳的编程语言是Hot Soup Processor（HSP）。在Kongregate网站上亦有Noa开发的Flash游戏伊洛纳射手 （页面存档备份，存于）, 发布于2009年10月。
在作者Noa宣布放弃Elona的开发后，其授权了其他的个人开发了各种Elona变体。目前仍在开发的Elona变体有Ano犬制作的Elona+。

## 內容
在遊玩前須注意原作已經停止開發，但由同樣是日本人的Ano犬開發的Elona+ （页面存档备份，存于） （页面存档备份，存于）模組（以及基於其衍生出的模組）直至2019年7月仍然持續不斷更新，規模與內容已經遠遠超越本已經相當出眾的原作（故事、技能、裝備、敵我角色、新大陸等等不能盡錄，以及完全獨立的新機制和系統），亦解決了不少問題。
遊戲的主題是在名叫Irva（或作 Ilva），一個處於其第十一紀元，擁有多片大陸的奇幻世界中冒險和生活，玩家就是冒險者的一員，因海難而擱淺，意外流落擁有八大城鎮的North Tyris大陸。
玩家可從11個種族（若開啟擴充種族，可遊玩NPC種族，則可選擇全遊戲共76種族）和12種角色職業中自由選擇，創建角色。
此遊戲與大部份Roguelike遊戲一樣講究自由，例如裝備方面，盜賊亦可以裝備大鐵鎚和板甲，戰士可以使用弓弩，鋼琴家和法師能夠發射機關槍和投擲手裏劍，或許有負面影響（例如太重拖慢速度），但遊戲本身並無限制；而各類技能，例如偷竊、開鎖、演奏、格價、生活技能和各種法術更可以後來學習，即使是一開始不擅長的技能，亦可不斷鍛練達至更高境界。
儘管遊戲擁有主線故事（原作一章，Elona+ （页面存档备份，存于） （页面存档备份，存于）模組額外兩章），卻並非主要內容。隨機的遊戲內容亦非常有趣和具挑戰性，在奇幻世界中冒險才是主題，由一開始在城鎮的公告板上接受收割和送貨工作，到探索和攻略各處地下城，再到挑戰各地首領；甚至乎，你（或居民）在城鎮中閱讀法術書或卷軸時，意外召喚出強大的敵人屠殺全城上下，你就和牠在火海與廢墟中決鬥（或者協助牠）。
其他諸如製作、演奏、耕種、行商等等非戰鬥活動內容豐富，甚至可以購買並經營商店和博物館。
遊戲中的世界頗為嚴苛，隨機生成的地下城有時候會成為一大群野熊的巢穴，有時候會出現等級極高的首領敵人；在城中演奏，路人會打賞你，亦可能拋石頭打死你；野外的一隻野兔可能突然奮起一口咬死你，路過的法師可能因對付強敵而發射火球把敵人連同你一起燒死；在傾盆大雨下趕路，前不着村後不着店而餓死。最可怕的氣候有可能出現在三、六、九、十二月頭十日，稱為以太之風（Etherwind），在以太之風吹起時到戶外活動，極有可能變異或感染以太病，玩家應及時尋找旅館，進入避難所。
以法師為例子，在閱讀法術書或經歷某些事件後獲得法術的記憶，方可施展法術；在初期可以藉着送貨工作閱讀需要送遞的法術書、在地下城探索搜尋或自商店購買，各有各難處和缺點。每次施法均消耗記憶儲存值，耗盡則須補充；除記憶外，還會消耗可以自然回復的魔力值。受限於上述兩者，導致練習和升級法術頗為困難而漫長。
相反，雖然戰士能夠迅速通過地下城尋得更多財富，卻有可能因缺乏適合的技能和裝備而難以應付某些敵人，或被大量敵人圍剿，不斷戰死。
盜賊則可能被巡兵發現，被拋進監獄。
萬幸，旅程中，你亦會遇上很多友好（至少不會見面就殺死你）的角色，例如在城鎮郊村生活的平民、到處行商的商人、流浪的傭兵，你可以招募其他電腦控制的冒險者結伴同行，亦可以捕捉敵人作寵物（新玩家很快就會擁有第一隻寵物），甚至奉祀神明，由衪們賜予你幫手（例如收獲之神會給予你可以製作種子的寵物）。在Elona+ （页面存档备份，存于） （页面存档备份，存于）模組中可以消耗道具令寵物進化，或複製強大的電腦角色助陣（即使在原作中不能成為隊友）。
遊戲中還有很多無厘頭的隨機事件，例如飲井水可能會給你實現願望，卻又可能失足跌入井而死，甚至被異形感染，讓人哭笑不得。

## 种族
伊洛納的基礎種族為：
信奉遠古民族和物質主義，容易接納新事物的耶鲁士人（Yerles），能力值非常平均，擅長學習和使用火槍；
其中一種最遠古的種族，艾沃達納人（Eulderna），能力值平均且較習慣使用法術；
細小而虛弱的妖精（Fairy），速度很快且極為擅長法術，不過因為體形而只能穿戴輕便的裝備；
矮人或丘之民（Dwarf），勤奮的勞動種族，擁有強壯的臂腕和體格；
自由自在的漂泊者（Juere），靈巧的手指不僅擅長彈吉他，更可在不知不覺間偷走財物；
艾萊亞人（Elea），或稱為精靈（Elf），生活在大自然中，擅長法術和弓弩；
連生存都成問題卻想成為冒險者的蝸牛（Snail）；
放棄過去、重獲新生的巫妖（Lich），非常擅長法術；
醜陋而軟弱的哥布林（Goblin），預先學會了多種生活技能，例如釣魚和採礦；
因以太之風而獲得自我意識的魔像（Golem），石頭造的身體非常結實，這一種族犧牲除戰鬥，或嚴格地說，近身搏鬥以外的所有特質，玩家必須為應付不了的狀況預先留下後路，例如尋找擅長法術和支援的隊友；
受基因改造或孕婦受以太之風感染下誕生的變種人（Mutant），大部份生命都很短暫和痛苦，不過每千人總有一人不止生存下來，更因變種而越來越強，傷害會快速癒合、背後會生出新肢體等等。難度較高的種族，需要認識遊戲一定程度，並小心控制角色發展，否則甚至難以與其他種族比較。

## 在线内容
玩家可以自建地图与游戏内容，并上传至服务器。经由城镇中随机生成的月亮门，其他玩家也能拜访这些地图。玩家进入自建地图需谨慎，因为有些时候死亡是唯一离开这些地图的方法，另外，许多地图还存在各式稀奇古怪的方法能杀死玩家。
开启在线选项后，还能看到其他玩家的死亡信息与死亡方式（但并非在游戏中发生遭遇），例如在地牢中饿死，或被一个老人掷出的巨石砸死。
注意，在原作者Noa停止開發後亦停止租用相關伺服器，但各地都有再度建立新伺服器的計劃（已經運作）。